# Grenzmarkt (Frontier Market)
Als Grenzmarkt oder als Frontier Market werden im Marketing und in der Volkswirtschaftslehre die Märkte von Staaten bezeichnet, die nicht die Kriterien für Industrie- oder Schwellenländer erfüllen, die aber besser entwickelt sind als die am wenigsten entwickelten Länder. Diese Länder sind zu klein, zu illiquid, zu riskant oder wirtschaftlich zu unterentwickelt, um als Schwellenland oder Industrieland zu gelten. Es ist jedoch keine einheitliche Gruppe, die Unterschiede zwischen den Staaten sind enorm. Die Klassifizierung als Grenzmarkt erfolgt aus der Sicht von ausländischen Investoren und hat nichts mit der Lebensqualität der Menschen in diesen Ländern zu tun.

## Definition
Es gibt keine eindeutige Definition. Die Definition orientiert sich meistens an der Weltbank, aber auch Indexanbieter definieren die Frontier Markets.
Ursprünglich galt das Bruttonationaleinkommens pro Kopf als Kriterium, dies war aber zu simpel. Indexanbieter haben Verfahren zur Klassifizierung von Volkswirtschaften entwickelt, die sich aber deutlich voneinander unterscheiden.
MSCI kombiniert bei der Klassifizierung von Märkten drei Faktoren: ökonomische Entwicklung, Marktzugang und Indexstabilität. Ersteres spielt bei der Unterscheidung von Emerging Markets und Frontier Markets keine Rolle, die Unterscheidung basiert hier vielmehr auf Marktkapitalisierungs- und Liquiditätsanforderungen sowie dem Marktzugang.
FTSE bewertet die wirtschaftliche Entwicklung, die Kreditwürdigkeit und das regulatorische Umfeld. Die Emerging Markets werden in Advanced und Secondary unterteilt. Die Frontier Markets unterscheiden sich von den Secondary Emerging Markets auch durch geringen Wettbewerb bei den Verwahrstellen und Brokern, schwache Liquidität und höhere Transaktionskosten.
S&P klassifiziert in zwei Stufen. Im ersten Schritt werden anhand von Marktgröße und Marktentwicklung, Umsatz und makroökonomische Faktoren Kandidaten selektiert. Der zweite Schritt erfolgt mit Investoren anhand der Kriterien regulatorische Umfeld, Marktstruktur, Handelsumfeld und Präferenzen der Investoren. Um als Frontier Market zu gelten, muss ein Markt zwei der folgenden drei Kriterien erfüllen:
- Marktkapitalisierung über 2,5 Mrd. US-Dollar
- Umsatz über 1 Billion US-Dollar
- hinreichend großen Kapitalmarkt in Relation zum Bruttoinlandsprodukt

Die Emerging Markets grenzen sich gegenüber Frontier Markets durch ein größeres Marktvolumen, durch bessere Ratings, durch zeitnahe Abwicklung von Trades und durch freie Währungskonvertierbarkeit ab.

## Eigenschaften
Obligatorische Eigenschaften sind:
1. Der Staat zählt nicht zu den Industrienationen. Nach dem MSCI World zählen nur 23 Staaten dazu.
2. Der Staat zählt nicht zu den Emerging Markets, MSCI rechnet 24 Staaten dazu.
3. Der Staat zählt nicht zu den Ländern mit dem niedrigsten Einkommen.
4. Investitionen sind grundsätzlich möglich.
5. Der Staat ist kein Fragile State.

Frontier Markets haben mehrere der folgenden Eigenschaften:
- Hohe Armut im Land
- Höheres Investitionsrisiko als in den Emerging Markets[1]
- Hohe Volatilität der Märkte[1]
- Hohe Vulnerabilität bei globalen Krisen
- Langfristig hohe Ertragschancen durch Entwicklung der Märkte[1][5]
- Wirtschaftliche Unsicherheiten[5]
- Investitionshindernisse[5]
- Hohe Korruption
- Politische Instabilität, Diktatur, Umstürze, Bürgerkrieg, politische Unruhen, Rechtsunsicherheit, Menschenrechtsverletzungen[1]
- Kleine Fläche des Staats oder kleine Siedlungsfläche
- Kleine Volkswirtschaft
- geringe Korrelation mit den etablierten Märkten[6]

## Frontier Market Länder
Frontier Markets können zu Emerging Markets werden und umgekehrt. Am wenigsten entwickelte Länder können zum Frontier Market aufsteigen, dies führt in der Regel zu einem wirtschaftlichen Aufschwung. Wie viel Prozent der Bevölkerung davon profitieren, hängt von mehreren politischen und wirtschaftlichen Faktoren ab, insbesondere vom Bildungssystem des Landes.
Die Länder der Frontier Markets sind höchst unterschiedlich. So gibt es relativ hoch entwickelte Länder, die einfach nur klein sind, etwa Island oder die baltischen Staaten. Zweitens gibt es Länder mit Investitionsbeschränkungen, beispielsweise Staaten der Golfregion. Drittens zählen Länder zu den Frontier Markets, die wirtschaftlich wenig entwickelt sind und ein niedriges Durchschnittseinkommen haben, beispielsweise Kenia.
Im Jahr 2014 lebten rund 15 % der Weltbevölkerung in Frontier Market Ländern, aber der Anteil ihrer Aktien an der globalen Marktkapitalisierung lag unter 5 %.
Welche Staaten zu den Frontier Markets zählen, wechselt immer wieder und hängt davon ab, welche Kriterien verwendet werden.

## Liste der Länder
Die folgende Liste berücksichtigt die Klassifikationen von MSCI, FTSE und S&P, ferner ist die Einwohnerzahl, das kaufkraftbereinigte Bruttoinlandsprodukt pro Einwohner und der Ungleichheitsbereinigte Index der menschlichen Entwicklung (IHDI) als Maß für die Lebensqualität angegeben. Unter Anmerkungen sind verschiedene Besonderheiten angeführt.
| Staat               | MSCI                  | FTSE               | S&P      | Einwohner   | BIP/Einw. (KKP) in int. US$ (2023) | IHDI        | Anmerkungen |
| ------------------- | --------------------- | ------------------ | -------- | ----------- | ---------------------------------- | ----------- | --- |
| Argentinien         | Frontier (Standalone) | -                  | Frontier | 46.235.000  | 30.082                             | 0,747       | gilt teilweise als Emerging Market, Staatsbankrott 2001, hohe Ungleichheit, hohe Armut, die ultrarechtsliberale Regierung hat die Renten und Mindestlöhne unter dem Inflationsausgleich erhöht, wodurch diese teils weit unter der Armutsgrenze liegen                                                                                        |
| Bahrain             | Frontier              | Frontier           | Frontier | 1.500.000   | 63.498                             | 0,888 (HDI) | Reichtum durch Erdöl, autoritäres Regime, Kinder werden in Gefängnissen gefoltert, keine Pressefreiheit |
| Bangladesch         | Frontier              | Frontier           | Frontier | 172.100.000 | 9.148                              | 0,470       | zählt noch bis 2026 zu den am wenigsten entwickelten Ländern, Billiglohnland, starke Textilindustrie, das Land ist besonders bedroht durch die globale Erwärmung; 29 Prozent der Mädchen werden mit weniger als 15 Jahren verheiratet, damit ist Bangladesch das weltweit schlechteste Land                                                   |
| Benin               | Frontier              | -                  | -        | 14.100.000  | 4.130                              | 0,309       | sehr armes Land, die Hälfte der Bevölkerung hat weniger als 1,90 US-Dollar pro Tag |
| Botswana            | Frontier (Standalone) | Frontier           | Frontier | 2.600.000   | 20.916                             | 0,488       | seit 2012 beste Demokratie in Afrika lt. Demokratieindex, hohe soziale Ungleichheit, 17 % leben in Armut, die Urbevölkerung der San wird ausgegrenzt und diskriminiert, sie wurden wegen Diamantfunden von ihrem Land vertrieben |
| Bulgarien           | Frontier (Standalone) | Frontier           | Frontier | 6.447.710   | 37.508                             | 0,703       | EU-Staat, hohe Korruption, gutes Bildungssystem |
| Burkina Faso        | Frontier              | -                  | -        | 23.390.077  | 2.755                              | 0,261       | von Russland unterstützte Militärdiktatur, Landesteile unter dschihadistischer Herrschaft, gehört zur Gruppe der Hochverschuldeten Entwicklungsländer, extreme Armut |
| Elfenbeinküste      | Frontier              | Frontier           | Frontier | 29.389.150  | 7.198                              | 0,318       | stärkste Wirtschaft der westafrikanischen Wirtschafts- und Währungsunion, trotzdem leben 37,5 % unter der Armutsgrenze |
| Kroatien            | Frontier              | Frontier           | Frontier | 3.830.000   | 45.603                             | 0.817       | EU-Staat mit dem Euro als Währung, sehr gutes Bildungssystem |
| Zypern              | -                     | Frontier           | Frontier | 1.200.000   | 57.214                             | 0,827       | EU-Staat mit dem Euro als Währung, ungelöster Zypernkonflikt |
| Estland             | Frontier              | Frontier           | Frontier | 1.300.000   | 46.790                             | 0,835       | EU-Staat mit dem Euro als Währung, besonders gutes Bildungssystem, gute Demokratie, geringe Korruption, starker IT-Sektor |
| Ghana               | -                     | Frontier           | Frontier | 30.790.000  | 7.543                              | 0,378       | Ansätze zur Industrialisierung, stark abhängig vom Export einiger weniger Produkte (Gold, Erdöl. Kakao) |
| Island              | Frontier              | Secondary Emerging | Frontier | 400.000     | 76.357                             | 0,910       | Zugang zum Binnenmarkt der EU, wirtschaftlich hoch entwickelt, beim IHDI weltweit auf Rang eins, sehr niedrige Arbeitslosigkeit, Islands Finanzkrise 2008–2011 war eine hohe Belastung |
| Jamaika             | Frontier (Standalone) | -                  | Frontier | 2.800.000   | 11.422                             | 0,584       | starker Tourismus, einer der weltweit größten Produzenten von Aluminiumoxid und Bauxit |
| Jordanien           | Frontier              | Frontier           | Frontier | 11.518.577  | 10.391                             | 0,615       | durch den Nahost-Konflikt stark beeinträchtigt, sehr wasserarm, exportiert Textilien, chemische Erzeugnisse und Rohstoffe wie Phosphat und Pottasche, die Hälfte der Bevölkerung hat einen Fluchthintergrund |
| Kasachstan          | Frontier              | Frontier           | Frontier | 20.286.084  | 38.515                             | 0,734       | größte Wirtschaft und reichstes Land Zentralasiens, exportiert Erdöl, Erdgas, Kupfer und Zink |
| Kenia               | Frontier              | Frontier           | Frontier | 55.339.000  | 6.307                              | 0,438       | drittgrößte Wirtschaft in Subsahara-Afrika, boomender IT-Sektor mit Silicon Savannah in Nairobi, im Norden Dürre und Hunger |
| Lettland            | -                     | Frontier           | Frontier | 1.875.757   | 41.492                             | 0,802       | EU-Staat mit dem Euro als Währung, erfolgreicher Startup-Standort in Europa |
| Litauen             | Frontier              | Frontier           | Frontier | 3.000.000   | 50.915                             | 0,795       | EU-Staat mit dem Euro als Währung, starker IT-Sektor, bestes Glasfasernetz Europas |
| Malta               | Frontier (Standalone) | Frontier           | -        | 519.562     | 63.420                             | 0,837       | EU-Staat mit dem Euro als Währung, Rang 25 beim HDI, hochentwickelte Informations- und Kommunikationsinfrastruktur, pro Einwohner wasserärmstes Land weltweit |
| Mauritius           | Frontier              | Frontier           | Frontier | 1.260.000   | 29.511                             | 0,625       | sehr gute Demokratie, höchstes Pro-Kopf-Einkommen Afrikas |
| Marokko             | Frontier              | Frontier           | Frontier | 37.500.000  | 9.843                              | 0,508       | deutliche politische, wirtschaftliche und soziale Fortschritte, verbunden mit dem europäischen Stromnetz, investiert in den Ausbau von Wind- und Solarenergie, schlechtes Bildungssystem |
| Namibia             | -                     | -                  | Frontier | 2.963.090   | 11.216                             | 0,399       | sehr hohe Ungleichheit, hohe Korruption, hohe Arbeitslosigkeit |
| Nigeria             | Frontier              | Frontier           | Frontier | 227.882.950 | 6.207                              | 0,369       | Weltweit sechstgrößte Bevölkerung, größte Volkswirtschaft Afrikas, Erdölindustrie, ein Drittel aller afrikanischen technologischen Startups, Terrorgruppe Boko Haram im Nordosten |
| Oman                | Frontier              | Frontier           | Frontier | 5.049.270   | 42.520                             | 0,721       | absolute Monarchie eines Sultans, Reichtum durch Erdöl |
| Pakistan            |                       |                    |          | 247.504.490 | 6.037                              | 0,360       | fünftgrößte Bevölkerung der Welt, chronisch instabil, ethnisch-religiöse Konflikte, Terrorismus, Autoritarismus, Menschenrechtsverletzungen, hohe Korruption, gravierende Diskriminierung von Frauen und religiösen Minderheiten, wachsende Mittelschicht, aber eines der ärmsten und wirtschaftlich am wenigsten entwickelten Staaten Asiens |
| Panama              | Frontier (Standalone) | -                  | Frontier | 4.458.760   | 39.803                             | 0,647       | Panamakanal, hohe ausländische Direktinvestitionen, Finanzsektor, Transport und Logistik, Handel und Tourismus dominieren, sehr hohe soziale Ungleichheit |
| Peru                | Emerging              | Frontier           | Emerging | 33.845.620  | 16.974                             | 0,607       | gilt meist als Emerging Market, viel Kinderarbeit, hohe Armut, hohe Schattenwirtschaft, der Regierung gelingt es kaum, auch ärmere Bevölkerungsschichten vom Wirtschaftswachstum profitieren zu lassen |
| Rumänien            | Frontier              | Secondary Emerging | Frontier | 19.059.480  | 45.777                             | 0,739       | EU-Staat, gutes Bildungssystem, starke Industrie, hohe Armut |
| Senegal             | Frontier              | -                  | -        | 18.077.570  | 4.791                              | 0,334       | fast 50 % Analphabeten, verhältnismäßig weit entwickelte verarbeitende Industrie, Kleinste, kleine und mittlere Unternehmen tragen die senegalesische Wirtschaft |
| Serbien             | Frontier              | Frontier           | -        | 6.623.180   | 28.749                             | 0,740       | sehr starker IT-Sektor: Gaming, Blockchainprogrammierung dar; Programmieren und Künstliche Intelligenz im Schulplan, staatliches Institut für Künstliche Intelligenz, Biotechnologie im BIO4 Campus in Belgrad, EU-Beitrittskandidat |
| Slowakei            | -                     | Frontier           | Frontier | 5.426.740   | 43.625                             | 0,808       | EU-Staat mit dem Euro als Währung, lange industrielle Tradition, hohes Wirtschaftswachstum im europäischen Vergleich, gut ausgebildete Arbeitskräfte, Wirtschaft ist stark diversifiziert: Automobilsektor, Elektronikindustrie, Maschinenbau und Chemieindustrie dominieren                                                                  |
| Slowenien           | Frontier              | Frontier           | Frontier | 2.120.460   | 53.952                             | 0,882       | EU-Staat mit dem Euro als Währung, sehr gutes Bildungssystem, höchste kaufkraftbereinigte BIP pro Kopf Südosteuropas, geringe Einkommensungleichheit, Export von Fahrzeugen, Maschinen, pharmazeutischen Produkten und elektronischen Geräten                                                                                                 |
| Sri Lanka           | Frontier              | Frontier           | Frontier | 22.037.000  | 14.461                             | 0,630       | hohe Auslandsschulden, Unterstützung durch den Internationalen Währungsfonds, für Südasien relativ hoher Wohlstand, Textil- und Bekleidungsindustrie, Teeproduktion, Tourismus, Bauwesen und IT-Sektor |
| Tansania            | -                     | Frontier           | -        | 66.617.610  | 4.019                              | 0,372       | politisch stabil und friedlich, zählt seit 2020 nicht mehr zu den ärmsten Ländern der Welt, hohes Wirtschaftswachstum |
| Trinidad and Tobago | Frontier (Standalone) | -                  | Frontier | 1.367.510   | 35.189                             | 0.814 (HDI) | höchste Industrialisierung in der Karibik, starke petrochemischen Industrie, hohes Pro-Kopf-Einkommen |
| Tunesien            | Frontier              | Frontier           | Frontier | 12.200.430  | 13.932                             | 0,574       | starke Industrie, bedeutender Tourismus, zunehmender Wassermangel |
| Vietnam             | Frontier              | Frontier           | Frontier | 100.352.190 | 14.974                             | 0,607       | hat sich in 30 Jahren von einem der ärmsten Länder der Welt zu einem dynamischen Schwellenland mit mittlerem Einkommen entwickelt, laut Weltbank seit 2011 ein Emerging Market, bevorzugtes Ziel für ausländische Direktinvestitionen, ökologisch und sozial nachhaltiger Wachstumspfad (Green Growth)                                        |
| Sambia              | -                     | -                  | Frontier | 20.723.970  | 4.077                              | 0,344       | Kupfer- und Kobaltbergbau und deren Verhüttung, sehr armes Land, soziale Ungleichheit, starkes Bevölkerungswachstum, hohe Staatsverschuldung |

## Fonds und ETFs
Privatanleger können per Fonds oder ETF in Frontier Markets investieren. Gründe dafür sind die Hoffnung auf eine langfristige Besserung der wirtschaftlichen und politischen Situation dieser Länder. Sie eignen sich auch zur besseren Diversifikation. Die Risiken sind allerdings weit höher als in den etablierten Märkten, weil diese Länder in Krisenzeiten sehr vulnerabel sind.
Mögliche Produkte:
- Templeton Frontier Markets Fund[60]
- HSBC GIF Frontier Markets AC[61]
- Schroder ISF Frontier Markets Equity A Acc[62]
- Magna New Frontiers Fund G EUR[63]
- Xtrackers S&P Select Frontier Swap ETF[64]